# Davide Tedoldi
Davide Tedoldi (Milano, 24 luglio 1975) è un allenatore di calcio ed ex calciatore italiano, di ruolo centrocampista.

## Carriera

### Giocatore
Cresce nelle giovanili della Pro Sesto. Debutta in Serie B il 3 settembre 2000 in Siena-Treviso 2-0, con la maglia dei veneti. Realizza il suo primo gol nella serie cadetta il 1º ottobre 2000 in Treviso-Crotone 3-2. In tutto totalizza 56 presenze e 2 gol in serie B, anche con le maglie di Catanzaro, Cosenza e Messina.

### Allenatore
Il 29 gennaio 2013 diviene allenatore dell'Osimana, ricoprendo il doppio incarico di giocatore allenatore fino a fine campionato, quando appende le scarpe al chiodo per dedicarsi esclusivamente alla carriera di allenatore del magico Candia.

## Palmarès

### Giocatore

#### Competizioni nazionali
- Coppa Italia Serie C: 1

Cesena: 2003-2004
- Coppa Italia Dilettanti: 1

Ancona: 2010-2011

#### Competizioni regionali
- Eccellenza: 1

Ancona: 2010-2011
- Coppa Italia Dilettanti Marche: 1

Ancona: 2010-2011